# Enzo Bottasso
Enzo Bottasso (Messina, 15 maggio 1918 – Pecetto Torinese, 15 febbraio 1998) è stato un bibliotecario e bibliografo italiano.

## Biografia
Si laureò in lettere nel 1940 presso l'Università di Torino con una tesi dal titolo Foscolo e Rousseau. Negli anni sessanta si specializzò a Strasburgo, a Parigi, a Manchester e negli Stati Uniti. Successivamente (1972-1975) diresse i servizi culturali della regione piemonte. Insegnò presso l'Università di Genova prima e di Roma poi fino al 1993.
La sua biblioteca privata formata da trecento opere datate tra il XV e il XX secolo, 1250 volumi ed un centinaio di opuscoli ed estratti è stata donata dagli eredi nel giugno 2001 al Dipartimento di storia e tutela dei beni culturali dell'Università di Udine.

## Opere
- Ugo Foscolo, Opere, a cura di Enzo Bottasso, 2 voll., Torino, UTET, 1948-49.
- Guida al catalogo alfabetico per soggetti, Torino, Biblioteca civica, 1965.
- La biblioteca pubblica: esperienze e problemi e Norme per la catalogazione e politica delle biblioteche, Torino, Associazione piemontese dei bibliotecari, 1973 e 1976
- Il catalogo per autori, Torino, Associazione piemontese dei bibliotecari, 1978.
- Storia della biblioteca in Italia, Milano, Editrice Bibliografica, 1984.
- Catalogo storico delle edizioni Pomba e UTET 1791-1990, Torino, UTET, 1991.
- "La filosofia del bibliotecario" e altri scritti, a cura di Attilio Mauro Caproni e Ugo Rozzo, Udine, Forum edizioni, 2004.